# Långtjärnarna (Tännäs socken, Härjedalen, 695110-133500)
Långtjärnarna är en sjö i Härjedalens kommun i Härjedalen och ingår i Ljusnans huvudavrinningsområde. Sjön har en area på 0,0836 kvadratkilometer och ligger 862,9 meter över havet.

## Delavrinningsområde
Långtjärnarna ingår i det delavrinningsområde (695149-133583) som SMHI kallar för Mynnar i 695683-133653. Medelhöjden är 852 meter över havet och ytan är 2,78 kvadratkilometer. Det finns inga avrinningsområden uppströms utan avrinningsområdet är högsta punkten. Vattendraget som avvattnar avrinningsområdet har biflödesordning 4, vilket innebär att vattnet flödar genom totalt 4 vattendrag innan det når havet efter 397 kilometer. Avrinningsområdet består mestadels av skog (87 procent). Avrinningsområdet har 0,18 kvadratkilometer vattenytor vilket ger det en sjöprocent på 6,4 procent.